# Церква Святого Миколая (Устя)
Церква Святого Миколая (Устя) — дерев'яна гуцульська церква в с. Устя Івано-Франківської області, Україна, пам'ятка архітектури національного значення.

## Історія
Церква датована 1853 роком. У радянський період церква  охоронялась як пам'ятка архітектури Української РСР (№ 1197). В цей період (з 1961 року) була зачинена Та використовувалась як складом продовольства до 1990 року. Наступного року —  відреставрована. Використовується громадою ПЦУ.
В церкві служили такі священники: о. Петро Проскурницький, о. Йосип Проскурницький, о. Юліан Проскурницький, о. Андрій Скобельський, о. Миколай Харук (1989-1998), о. Іван Курилюк (1998-2010), о. Миколай Борчук (з 2010 року).

## Архітектура
Церква хрещата в плані з великим квадратним зрубом нави та невеликими раменами. До бабинця прибудовано присінок, а до вівтаря прибудована ризниця. Зруб нави продовжується восьмигранною частиною на якій розташована баня шатрового типу. Бокові зруби мають двосктні дахи. Опасання церкви розташовується навколо зрубів на їх випусках (вінцях). Стіни церкви над опасанням оббиті дерев'яною вагонкою. В інтер'єрі бокові зруби поєднані з центральним зрубом арочними переходами. Церква оточена оборонними валами. 